# یوزف بوسی
یوزف بوسی (انگلیسی: Joseph Bossi; زاده ۲۹ اوت ۱۹۱۱ – درگذشته نامشخص) بازیکن فوتبال اهل سوئیس بود.
از باشگاه‌هایی که در آن بازی کرده‌است می‌توان به باشگاه فوتبال لوزان-اسپورت اشاره کرد.
وی همچنین در تیم ملی فوتبال سوئیس بازی کرده‌است.